# Чемпионат мира по борьбе 1907
В 1907 году чемпионат мира по греко-римской борьбе прошёл 20 мая во Франкфурте-на-Майне (Германская империя).

## Общий медальный зачёт
| Место | Страна   | Золото | Серебро | Бронза | Всего |
| ----- | -------- | ------ | ------- | ------ | ----- |
| 1     | Дания    | 2      | 0       | 0      | 2     |
| 2     | Германия | 1      | 3       | 3      | 7     |
| Всего | Всего    | 3      | 3       | 3      | 9     |

## Медалисты

### Греко-римская борьба (мужчины)
| Категория   | Золото               | Серебро       | Бронза          |
| ----------- | -------------------- | ------------- | --------------- |
| До 75 кг    | Кристоф Юблер        | Уве Фолькерт  | Юлиус Фляйшман  |
| До 85 кг    | Харальд Кристенсен   | Йохан Винкер  | Хуго Эдингсхаус |
| Свыше 85 кг | Ханс-Хайнрих Эгеберг | Хайнрих Ронди | Густав Шперлинг |